# Franklin County (Pennsylvania)
Franklin County ist ein County im Bundesstaat Pennsylvania der Vereinigten Staaten. Bei der Volkszählung im Jahr 2020 hatte das County 155.932 Einwohner und eine Bevölkerungsdichte von 78 Einwohner pro Quadratkilometer. Der Verwaltungssitz (County Seat) ist Chambersburg.

## Geschichte
Franklin County wurde am 9. September 1784 aus Cumberland County gebildet und nach Benjamin Franklin benannt.
In Greencastle ereignete sich 1764 das Schulmassaker während des Pontiac-Aufstandes.
63 Bauwerke und Stätten des Countys sind im National Register of Historic Places (NRHP) eingetragen (Stand 23. Juli 2018).

## Geographie
Das County hat eine Fläche von 2001 Quadratkilometern, wovon 2 Quadratkilometer Wasserfläche sind. Es wird vom Office of Management and Budget zu statistischen Zwecken als Chambersburg, PA Metropolitan Statistical Area geführt.

## Städte und Ortschaften

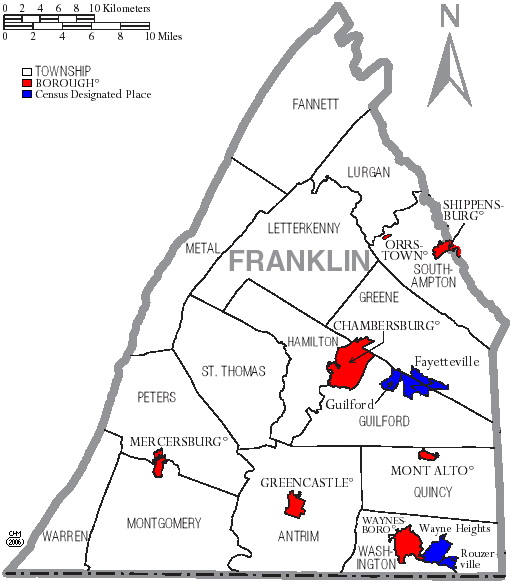
Karte des Franklin Countys

| - Antrim Township - Chambersburg - Fannett Township - Fayetteville - Greencastle - Greene Township - Guilford Township - Guilford - Hamilton Township | - Letterkenny Township - Lurgan Township - Mercersburg - Metal Township - Mont Alto - Montgomery Township - Orrstown - Peters Township | - Quincy Township - Rouzerville - Southampton Township - St. Thomas Township - Warren Township - Washington Township - Wayne Heights - Waynesboro |